# Malajské povstání
Malajské povstání, anglicky Malayan Emergency, známé také jako protibritská národní osvobozenecká válka (1948–1960), byla partyzánská válka vedená v Britském Malajsku mezi komunistickými bojovníky za nezávislost z řad Malajské národní osvobozenecké armády (MNLA) a britskými vojenskými silami a Commonwealthem. Komunisté bojovali, aby získali nezávislost Malajska na Britském impériu a zavedli socialistickou ekonomiku, zatímco síly Commonwealthu bojovaly proti komunismu a chránily britské ekonomické a koloniální zájmy. Konflikt MNLA názývala „Anti–British National Liberation War“ (protibritská národní osvobozenecká válka) ale Britové jako „výjimečný stav“, (emergency) protože v Londýně sídlící pojistitelé by v případě občanských válek nevypláceli.
17. června 1948 vyhlásila Británie po útocích na plantáže v Malajsku výjimečný stav, což byly odvetné útoky za zabití levicových aktivistů. Vůdce Malajské komunistické strany (MCP) Chin Peng a jeho spojenci uprchli do džungle a vytvořili MNLA, aby vedli válku za národní osvobození proti britské koloniální nadvládě. Mnoho bojovníků MNLA bylo veterány malajské lidové protijaponské armády (MPAJA), komunistické partyzánské armády, která byla dříve vycvičena, vyzbrojena a financovaná Brity k boji proti Japonsku během druhé světové války. Komunisté získali podporu velkého počtu civilistů, především těch z čínské komunity.
Po zřízení řady základen v džungli začala MNLA útočit na britskou koloniální policii a vojenská zařízení. Doly, plantáže a vlaky byly napadány MNLA, aby Malajsko získalo nezávislost bankrotem britské okupace. Britové se pokusili vyhladovět MNLA pomocí taktiky spálené země prostřednictvím přidělování potravin, zabíjení dobytka a leteckého postřiku herbicidem Agent Orange. Britské pokusy porazit komunisty zahrnovaly mimosoudní zabíjení neozbrojených vesničanů v rozporu s Ženevskými konvencemi. Nechvalně známým příkladem je masakr v Batang Kali, který britský tisk označil za „britský Mỹ Lai“. Briggsův plán násilně přemístil 400 000 až jeden milion civilistů do koncentračních táborů, které Britové označovali jako „nové vesnice“. Mnoho domorodých komunit Orang Asli se internace také dotkla, protože Britové věřili, že podporují komunisty.
Přestože byl výjimečný stav v roce 1960 ukončen, komunistický vůdce Chin Peng v roce 1967 obnovil povstání proti malajské vládě. Tato další fáze povstání trvala až do roku 1989.